# Guillem de Tarragona
Guillem d'Aguiló (?, 1120 - Tortosa, 1168) fou príncep de Tarragona (1154/57-1157). Era fill del normand Robert d'Aguiló i la seva esposa Agnès.
Arribà a Tarragona amb el seu pare, quan fou nomenat príncep de Tarragona. De seguida acceptà tasques de govern, donant suport al seu pare. El 1151 tingué conflictes amb l'Arquebisbe Bernat Tort qui, enfurismat, renuncià als seus drets sobre la ciutat a favor del comte de Barcelona Ramon Berenguer IV.
Poc després de morir el seu pare, renuncià al títol de Príncep però continuà governant la ciutat, tot i que es restabliren alguns drets a l'arquebisbe de Tarragona. El 1163 és nomenat arquebisbe Hug de Cervelló, qui des d'un primer moment s'enfontrà àgriament amb els Aguiló fins al punt que el mateix rei Alfons el Cast viatjà fins a Tarragona per intentar calmar la situació.
Poc després de l'arribada de la comitiva reial, aparegué mort Guillem d'Aguiló, presumptament l'ordre vindria del mateix arquebisbe, que seria assassinat anys més tard pel germà de Guillem, Berenguer d'Aguiló.
El 1175, se li concedí una part dels drets legítims al fill de Guillem, anomenat també Guillem, qui sembla que posaria les bases de la futura nissaga dels Aguiló, senyors del castell d'Aguiló.